# Гасан-Заде Нигяр
Нигяр Гасан-заде (азерб. Nigar Həsənzadə, англ. Nigar Hasan-Zadeh, род. 5 апреля 1975 года, Баку, Азербайджанская ССР) — азербайджанская поэтесса.

## Биография
Родилась 5 апреля,1975 г, в городе Баку, Азербайджанской Республики. Окончила филологический факультет Института Русского языка и Литературы в Баку. В 2000-2014 годах поэтесса жила и работала в Лондоне (Великобритания).
- Член Союза писателей Азербайджана.
- Член Международного литературного общества «РЕN»
- Лауреат премии Национальной Академии Азербайджана «Хумай»

Первая книга стихов «Крыльями за горизонт» была издана на Родине в Баку в 2000 г.
В 2002 году сборник стихов «Крыльями за горизонт» был удостоен премии Национальной Академии Азербайджана «Хумай».
В 2002 г. — в Лондоне/Великобритании вышел перевод книги («On Wings Over the Horizon»/Negar Hasan-zadeh), в переводе английского поэта- переводчика Ричарда МакКейна, известного своими переводами великих русских поэтов А. Ахматовой, О. Мандельштама, Н. Гумилёва.
В 2002 г. Стихи Нигяр Гасан-заде вошли в антологию «Russian Women Poets» в Великобритании
В 2004 г. — издан второй поэтический сборник под названием «Под чужими облаками».
Антология лучших женщин поэтов России XX века «Russian Women Poets» была издана в США издательством «Carcanet», 2005 г.
В 2009 году Нигяр Гасан-заде была включена в список 10 лучших зарубежных поэтов, проживающих на территории Великобритании, в результате чего произведения Нигяр в её собственном исполнении навсегда вошли в бессмертные аудиоархивы Британской библиотеки (British Library).
В 2012 г. — издана книга «Маленький Сказочник и Белая Птица Нара», тонко и изящно сплетающая в своем содержании духовное и религиозное наследие Востока.
С 2015 года является руководителем литературного проекта «Сёз» (азерб. «Söz») Министерства Культуры и Туризма Азербайджана
C 2016 года представляет литературные проекты международной организации TEAS, Азербайджана — Европейской Организации в Лондоне.
В 2018 г. — издана книга «Запястья» выпущенная в Баку издательством «Şərq-Qərb»
Нигяр Гасан-заде также является автором многочисленных публикаций, как в Азербайджане, так и за её пределами. Её стихи были переведены и неоднократно опубликованы на страницах литературной печати в Великобритании, России, Германии, Турции, США, Канаде, Австралии и Польши. Ею проведены более 60 поэтических вечеров в Великобритании (South Bank, Institute of Contemporary Art — ICA, River Side studios, Poetry Café, Lauderdale house, St. James Chirch, Pushkin House and ext.)

## Сборники стихов
- «Крыльями за горизонт», 2000 год
- «On Wings Over the Horizon» перевод Ричарда МакКейна, 2002 год[7].
- «Под чужими облаками», 2004 год
- «Серебро», 2007 год[8]
- «Маленький сказочник и Белая Птица Нара», 2012 год[9].
- «Запястья», 2018 год[10]

## Награды
- Медаль «Прогресс» (16 октября 2021 года) — за заслуги в развитии азербайджанской культуры[11].